# Aïn Bya
Aïn Bya (em árabe: عين البية) é uma comuna localizada na província de Orã, Argélia. De acordo com o censo de 2009, a população total da cidade era de 32 611 habitantes.